# وارد کیمبل
وارد کیمبل (انگلیسی: Ward Kimball؛ ۴ مارس ۱۹۱۴ – ۸ ژوئیهٔ ۲۰۰۲) یک انیماتور انیمیشنهای کمپانی والت دیزنی اهل ایالات متحده آمریکا بود. وی بین سال‌های ۱۹۳۵ تا ۱۹۸۰ میلادی فعالیت می‌کرد. وی به عنوان یکی از نه پیرمرد دیزنی شناخته میشود.